# Митинское кладбище
Ми́тинское кла́дбище — одно из крупнейших кладбищ Москвы. Открыто 15 сентября 1978 года. Входит в государственное бюджетное учреждение «Ритуал».

## История
Митинское кладбище было открыто осенью 1978 года. При основании Митинского кладбища исчезли деревни Дудино и Алексеевское-Пушкино — они располагались на территории, отведённой под захоронения. Осенью 1981 года на участки 58 и 59 были перенесены погребения и надгробия с ликвидируемого кладбища при храме Всех Святых у метро «Сокол».
В 1984 году Митино передали в подчинение Моссовету, а через год официально присоединили к территории столицы, после чего в районе началось массовое жилищное строительство.

### Кладбище
В 1985-м около Митинского кладбища построили крематорий.
На кладбище существует Аллея Славы — место захоронения 28 первых ликвидаторов, которые тушили пожар на четвёртом энергоблоке Чернобыльской атомной электростанции 26 апреля 1986 года и получили смертельную дозу  облучения. Пожарных похоронили в железобетонных мини-саркофагах, поскольку они являлись сильным источником радиации. Над могилами пожарных был поставлен памятник, созданный скульптором Андреем Ковальчуком и архитектором Виктором Корси: ядерный гриб, внутри которого стоит человек и голыми руками пытается остановить надвигающуюся беду.
Через полгода после трагедии был объявлен всесоюзный конкурс на установление памятника на Митинском кладбище, где похоронены люди, попавшие в самое пекло аварии, главным образом эксплуатационщики и пожарные. Они были доставлены из Чернобыля в московские больницы умирать. Я встречался с теми, кто был на атомной станции 26 апреля и выжил, общался с их близкими. Об этих встречах тяжело говорить, но они помогли мне найти нужное решение. С моим другом архитектором Виктором Корси мы выиграли первую премию. Из более ста пятидесяти предложений жюри отобрало наше. Сначала была задумка сделать центральной фигуру пожарного, но в процессе работы оказалось, что фигура незащищённого обнажённого человека звучит более выразительно. Тогда религиозная тема ещё не совсем вернулась в нашу эстетику, и фигура, сдерживающая ядерное облако, прочитывается как образ распятия, жертвоприношения ради спасения других.Андрей Ковальчук
В 1994 году на кладбище возвели часовню в честь жертв Чернобыля и погибших в чрезвычайных ситуациях и освятили её 13 сентября. Рядом была построена Звонница Памяти с надписями на колоколе: «Помяни, Господи, души усопших рабов своих» и «Героям, погибшим в чрезвычайных ситуациях и при исполнении служебного долга». Часовня была снесена в 2014-м.

Могила Евгения Чернышёва, 2013

24 марта 2010 года в начале Аллеи Славы кладбища похоронен начальник Службы пожаротушения Москвы полковник Министерства по чрезвычайным ситуациям (МЧС) Евгений Чернышёв. Он погиб, успев спасти пять человек во время пожара в бизнес-центре на севере столицы. По словам коллег, Чернышёв участвовал в ликвидации более трёх тысяч чрезвычайных ситуаций.

## Современность
Территория кладбища разделена на две части: участки с первого по седьмой отведены под захоронения людей мусульманского вероисповедания, а для последователей православия возведена часовня Покрова Пресвятой Богородицы, также для атеистов и желающих открыт колумбарий. На кладбище ежегодно проводят траурные церемонии: 26 апреля в память о подвиге ликвидаторов последствий аварии на Чернобыльской АЭС, а 3 сентября — в память о жертвах террористического акта в Беслане.
На август 2017 года были запланированы работы по ремонту и обновлению пешеходных дорожек кладбища. В пресс-службе государственного бюджетного учреждения «Ритуал» пояснили, что ремонт намечен в рамках реализации программы по благоустройству территорий и завершится к середине октября.
Для посетителей кладбища в тёплое время года курсируют бесплатные электрокары.

## Галерея

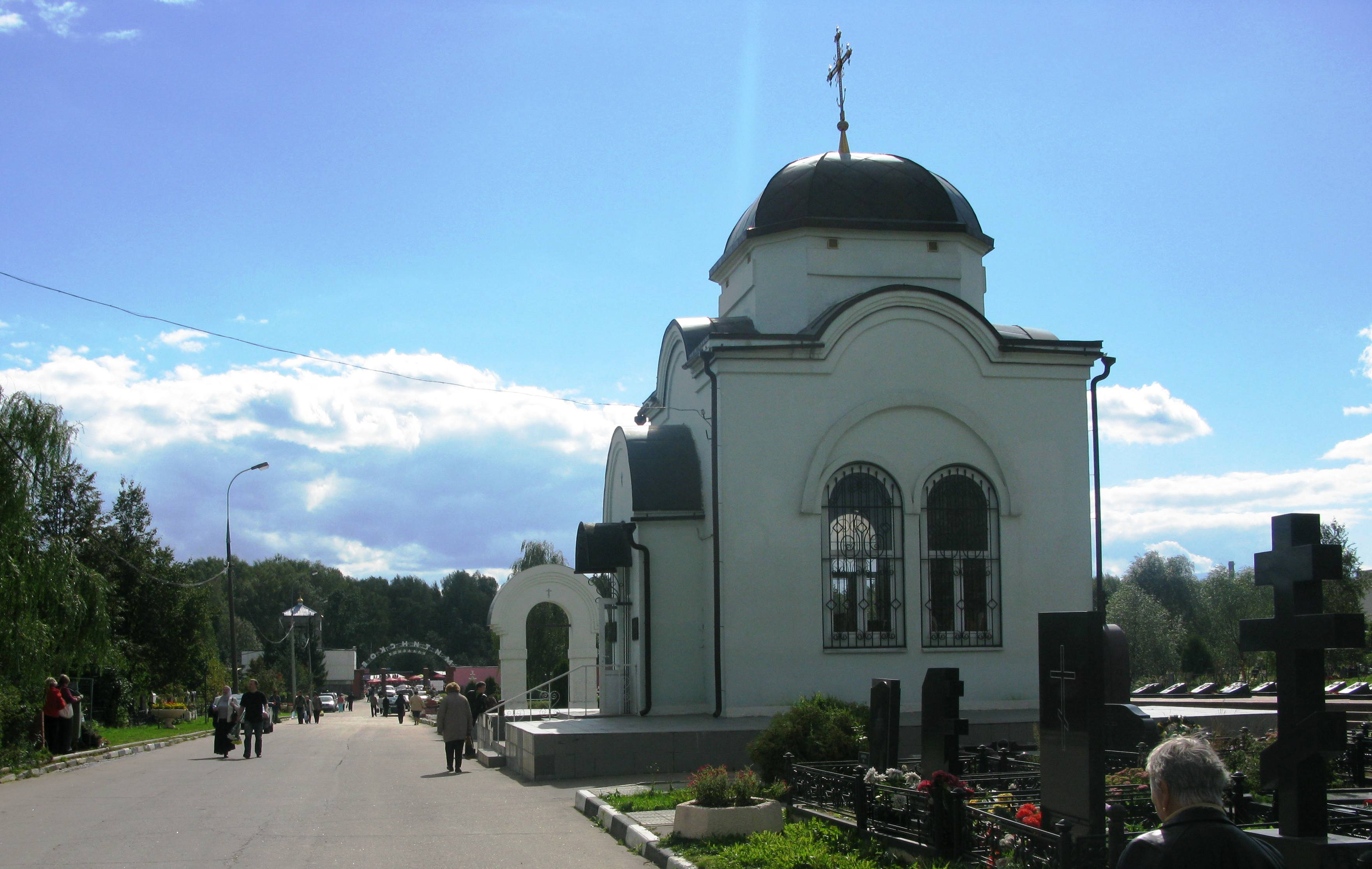
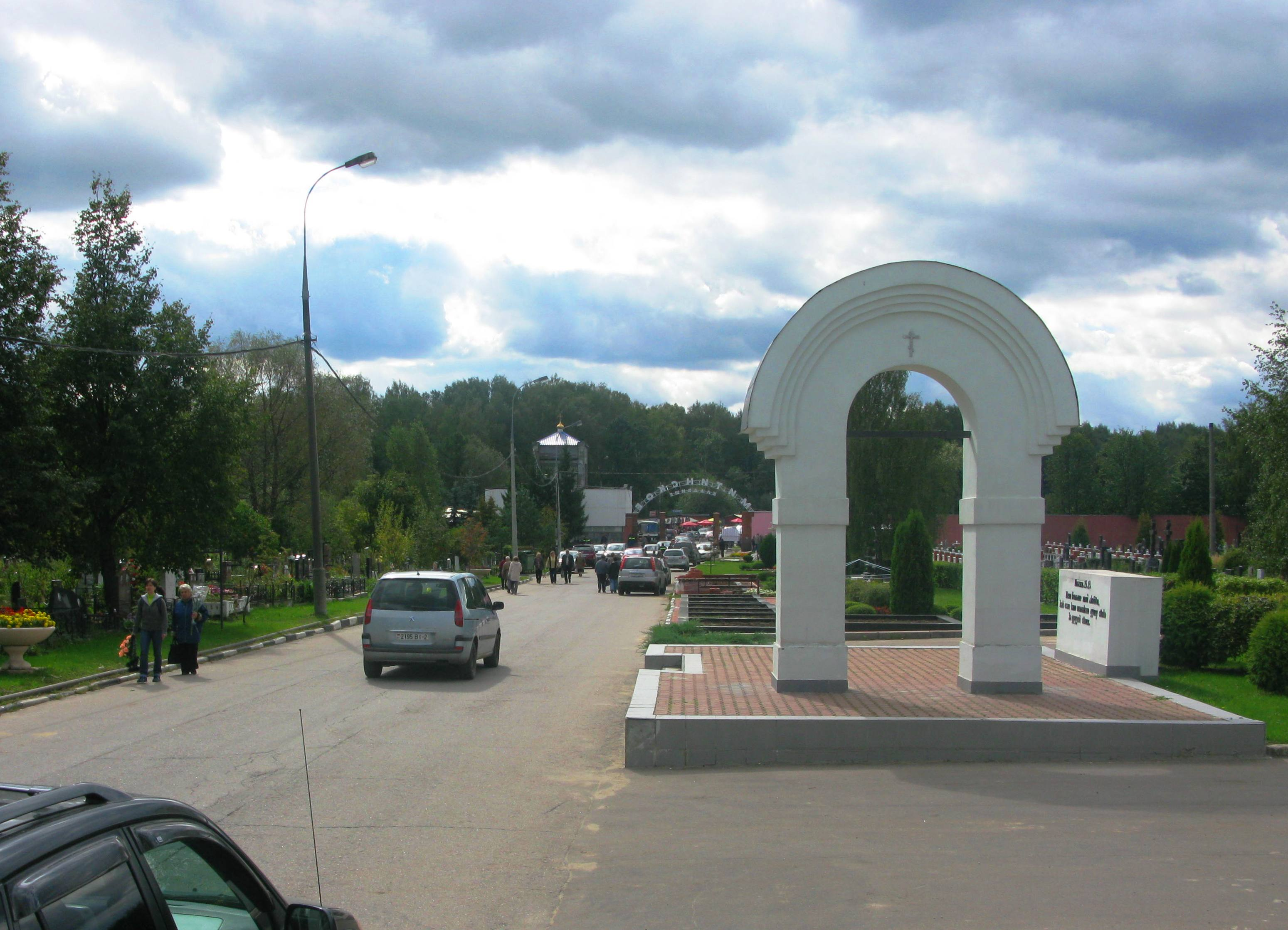
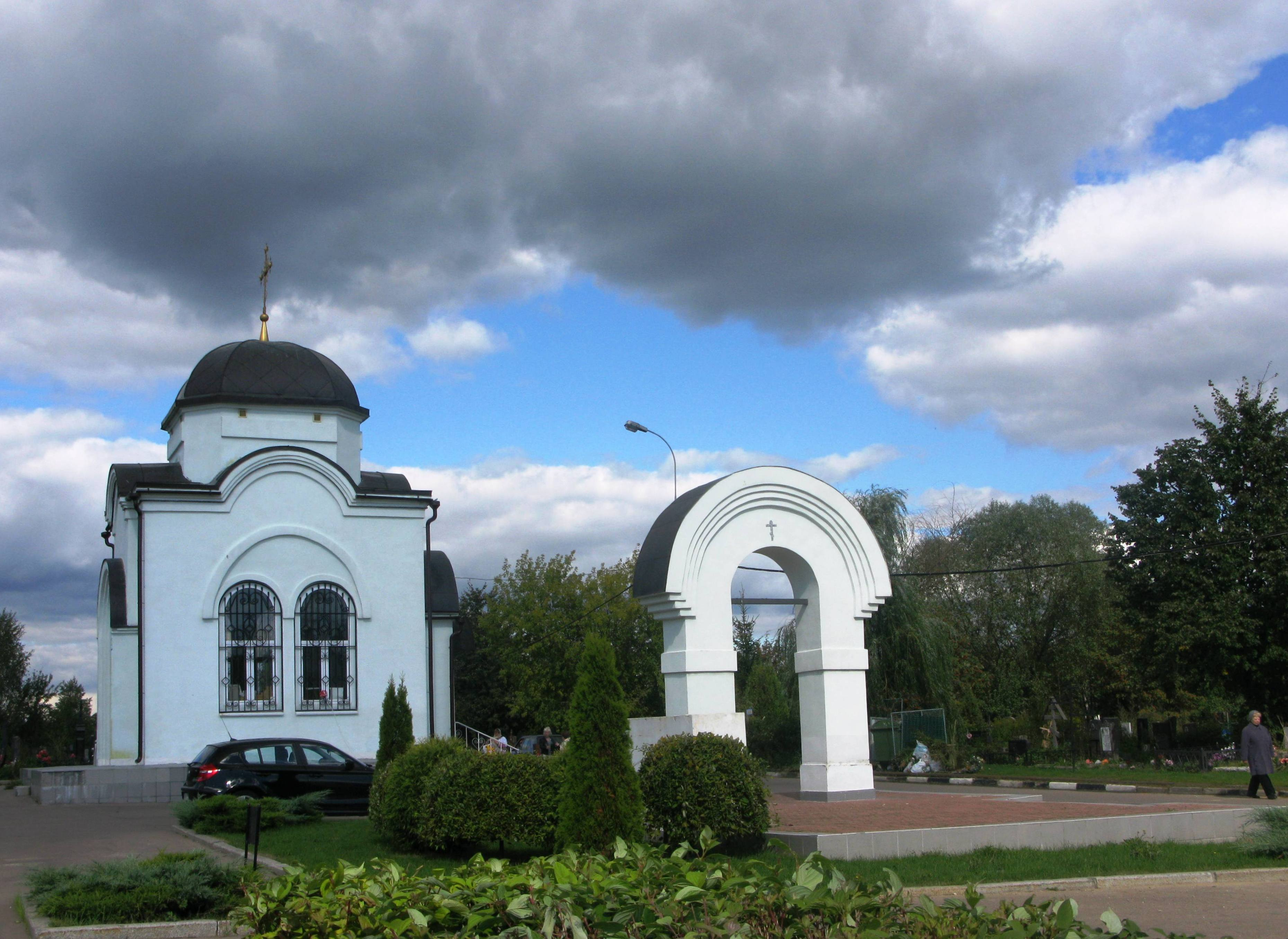
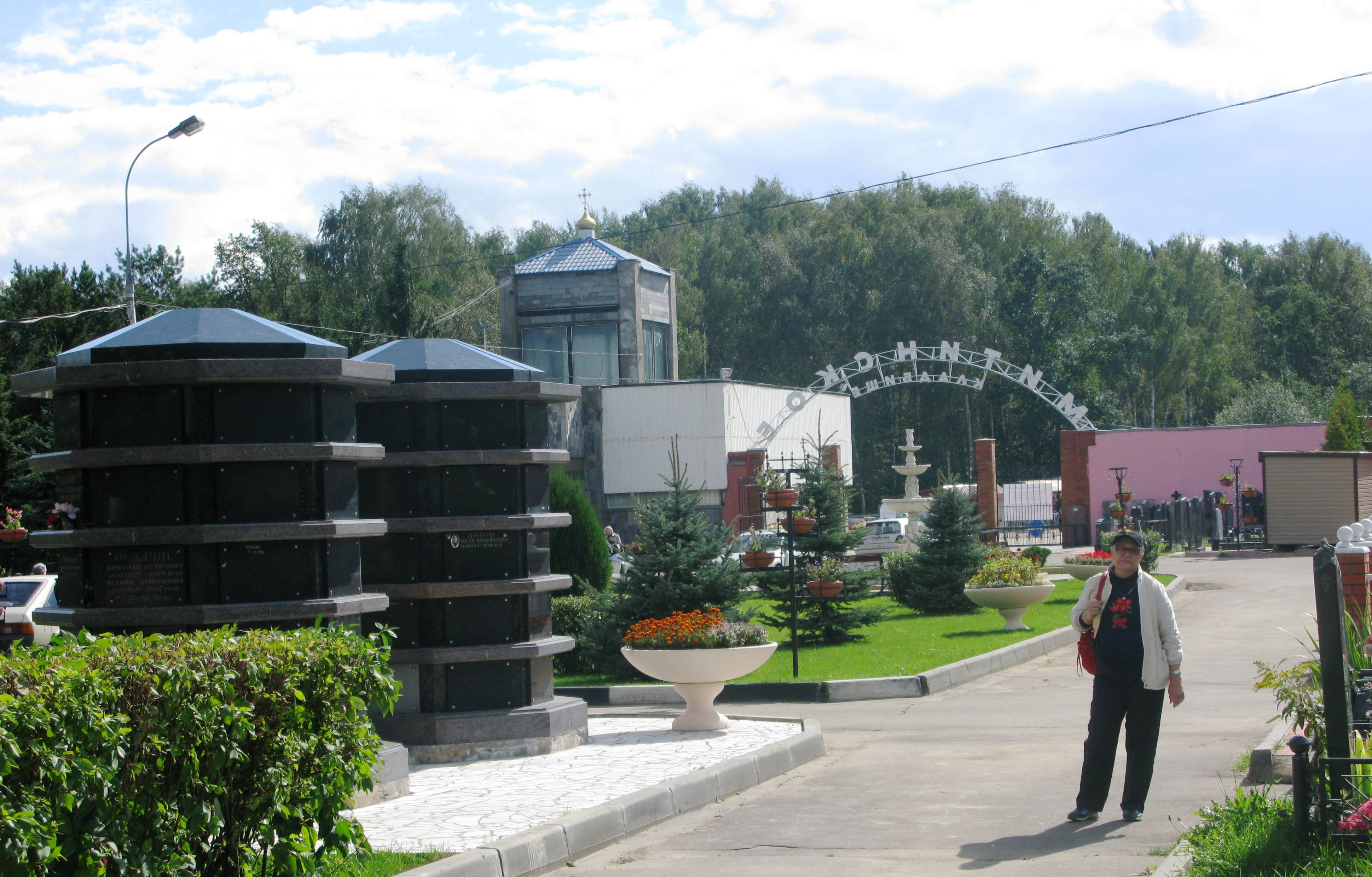